# Apocrife biblice
Apocrife (de la ἀποκρύπτω — apokripto = a ascunde, ἀπόκρυφος — apokrifos = ascuns, nesigur, secret) sunt cărți pretins sfinte, pe care Biserica nu le recunoaște ca inspirate și autentice și nu le admite în Sfânta Scriptură. 

## Canonul Bibliei
În anul 363 d.Hr., Conciliul de la Laodicea a stabilit că numai cărțile Vechiului Testament (varianta catolică) precum și cele 27 de cărți actuale ale Noului Testament trebuie incluse în canon și deci utilizate în biserici. Conciliul de la Hippo (anul 393 d.Hr.) a stabilit de asemenea drept canonice cele 27 de cărți ale Noului Testament. Al treilea conciliu de la Cartagina (anul 397 d.Hr.) a afirmat 26 de cărți ale Noului Testament ca având autoritate și inspirație divină. Canonul de atunci nu includea Apocalipsa lui Ioan, ea fiind adăugată abia în 419, la un ulterior Conciliu de la Cartagina. Cele trei concilii amintite au recunoscut drept canonice cărțile deuterocanonice din Vechiul Testament, numite apocrife de către protestanți. Toate celelalte scrieri, utilizate în biserici până atunci, considerate apocrife, au fost scoase din Biblie.
În mod oficial, canonul Noului Testament a fost hotărât pentru Biserica Catolică la Conciliul Tridentin, la mijlocul secolului al XVI-lea. Până atunci niciun conciliu ecumenic nu se pronunțase în această privință. Sinodul de la Ierusalim (1672) a stabilit canonul Bibliei pentru bisericile ortodoxe. Acest sinod a aprobat același canon al Noului Testament ca cel catolic, dar a aprobat un canon diferit în ce privește Vechiul Testament.
Numai 8 din cele 27 de cărți din Noul Testament sunt în mod sigur scrise de autorii cărora le sunt atribuite, și anume șapte din epistolele pauline și Apocalipsa lui Ioan (care e cert scrisă de cineva numit Ioan, deși nu e clar cine era acel Ioan, de exemplu nu știm dacă era apostol). Cele șapte epistole sunt ortonime (adică numele autorului este corect redat de tradiție), iar Apocalipsa este omonimă (adică scrisă de cineva care avea același nume cu autorul atribuit ei în mod tradițional). Restul sunt fie falsuri, fie false atribuiri, fie cărți a căror autenticitate nu este certă.

## Cărțile apocrife ale Vechiului Testament
Cărțile apocrife ale Vechiului Testament provin de la unii iudei care au compus astfel de cărți, pe care le atribuiau unor personaje din Sfânta Scriptură (regi sau profeți) pentru a le da autoritate. 
Printre aceste apocrife sunt: 
- - Cărțile Sibiline (cu caracter profetic), după modelul oracolelor grecești;
  - Cartea lui Enoh, care vorbește despre îngeri, despre soarta cerului și a pământului, despre Mesia ș.a.;
  - Cartea numită „Mica Geneză“, care tratează despre istoria poporului evreu până la ieșirea din robia egipteană și instituirea sărbătorii pascale;
  - Psaltirea lui Solomon (o apocrifă poetică)
  - Apocalipsa lui Baruh (o apocrifă cu caracter apocaliptic)
  - Mărturisirea și rugăciunea Asenethei, fiica preotului Pentephres [8]
  - Testamentul lui Iov [8]
  - Testamentul lui Avraam [8]
- Apocrife prezente în Bibliile romano-catolică, grecești și slavone (cărțile deuterocanonice)
  - Tobit
  - Iudita
  - Adăugirile la Cartea Esterei
  - Înțelepciunea lui Solomon
  - Ecleziastic
  - Baruh
  - Epistola lui Ieremia
  - Adăugirile la Daniel
    - Rugăciunea lui Azaria și cântarea celor trei evrei
    - Susana
    - Bel și dragonul

  - 1 Macabei
  - 2 Macabei
- Apocrife prezente în Bibliile grecească și slavonă
  - 1 Ezdra
  - Rugăciunea lui Manase
  - Psalmul 151
  - 3 Macabei
- Apendice la Vulgata și Biblia slavonă
  - 2 Ezdra
- Apendice la Biblia grecească
  - 4 Macabei

## Cărțile apocrife ale Noului Testament
Pentru Noul Testament apar în sec. al II-lea „Evangheliile apocrife“. Cărțile apocrife, deși interesante prin conținutul lor, sunt totuși interzise de Biserică, unele dintre ele cuprinzând chiar idei eretice sau lucruri ascunse, obscure. 
Până în secolul al IV-lea nu a existat o graniță sigură, unanim acceptată, între scrierile canonice și cele așa-zise "apocrife". Ca urmare, foarte multe evenimente, personaje sau episoade, precum viața părinților după trup ai lui Iisus, nașterea și copilăria Lui, coborârea în iad, adormirea Maicii Domnului etc., au fost integrate în tradiția ortodoxă. 
Este cunoscută existența unei serii de Evanghelii, Fapte, Epistole și Apocalipse apocrife ale Noului Testament, care au circulat în comunitățile creștine timpurii și s-au transmis de-a lungul timpului până în zilele noastre. 
Evangheliile apocrife păstrate sunt numeroase, în jur de 30, cu texte fluctuante. Ele sunt atribuite, în general, apostolilor lui Christos sau altor apropiați ai Săi. De fapt, scrierile sunt opera unor medii mai mult sau mai puțin eretice, de multe ori gnostice. 
Cele mai cunoscute Evanghelii apocrife sunt:
- Evanghelia ebraică, citată de Clement Alexandrinul
- Evanghelia egipteană, citată de Clement Alexandrinul,
- Evanghelia lui Petru, amintită de Eusebius,
- A doua Evanghelie a lui Marcu,
- Protoevanghelia lui Iacob (secolul al II-lea) povestind viața Fecioarei Maria și copilăria lui Iisus,
- Evanghelia lui Bartolomeu, operă a gnosticilor egipteni din secolul al III-lea,
- Evanghelia lui Filip, (secolul al II-lea) conține o cosmogonie influențată de dualismul gnostic, în care apariția lumii materiale e privită ca o eroare
- Evanghelia lui Barnaba,
- Evanghelia lui Andrei
- Evanghelia lui Petru, care a circulat mai ales în provinciile răsăritene, fiind citată de Origenes și Iustinus și criticată de episcopul Serapion din Antiohia (citat de Eusebius) cam în anul 200, ca fiind compusă nu de Petru, ci de un grup de eretici
- Evanghelia lui Maria Magdalena, redactată în jurul anului 160 d.C.
- Evanghelia lui Toma, scrisă în prima jumătate a secolului al II-lea, a fost descoperită în 1946 la Nag-Hamadi (Egiptul de sus, aproape de Luxor). Evanghelia lui Toma, considerată de majoritatea cercetătorilor de origine gnostică, e compusă din cca. 100 de rostiri înțelepte (logia), regăsite parțial în Evangheliile canonice, în Faptele Apostolilor și în unele Epistole. Deoarece textul cu 114 rostiri este o copie a unei traduceri copte, există presupunerea că scrierea ar fi anterioară secolului al II-lea, dar după specialiștii americani nu mai veche decât textele canonice.
- Evanghelia după Iuda, descoperită prin Codex Tchacos[12]

În general autorii apocaliptici au încercat să adune și să ordoneze informațiile care circulau în tradiția orală creștina și au dezvoltat aspecte pe care Evangheliile canonice nu le pomeneau deloc sau doar le sugerau. 
Iată o serie de Apocalipse apocrife, cărți alternative la Cartea Apocalipsei (numită și Revelația și scrisă de Ioan de Patmos numit și Ioan Teologul), care au fost păstrate până în prezent: 
- Apocalipsa lui Moise
- Apocalipsa lui Ezdra
- Apocalipsa lui Pavel
- Cartea lui Ioan despre adormirea Mariei
- Apocalipsa lui Petru
- Apocalipsa Fecioarei
- Apocalipsa lui Zedra
- Revelația Sfântului Ioan[13]